# Pattigham
Pattigham è un comune austriaco di 888 abitanti nel distretto di Ried im Innkreis, in Alta Austria.